# Micheal Ferland
Micheal Ferland (auch: Michael Ferland; * 20. April 1992 in Swan River, Manitoba) ist ein ehemaliger kanadischer Eishockeyspieler, der im Verlauf seiner aktiven Karriere zwischen 2009 und 2020 unter anderem 357 Spiele für die Calgary Flames, Carolina Hurricanes und Vancouver Canucks in der National Hockey League (NHL) auf der Position des linken Flügelstürmers bestritten hat.

## Karriere

### Jugend
Micheal Ferland wurde in Swan River geboren, wuchs allerdings in Brandon auf. Seine Familie gehört zum Volk der Cree, eine der indigenen Bevölkerungsgruppen Kanadas (First Nations). Seine Mutter zog ihn und seine beiden Geschwister, eine ältere Schwester und einen jüngeren Bruder, alleine groß, wobei die Familie nicht immer die finanziellen Mittel aufbringen konnte, um Micheal Ferland das Eishockeyspielen zu ermöglichen; so erhielt er seine Ausrüstung beispielsweise von gemeinnützigen Vereinen. Im Alter von 17 begann er, für die Brandon Wheat Kings aus seiner Heimatstadt in der Western Hockey League (WHL) zu spielen, eine der drei höchsten kanadischen Juniorenligen. Dabei kamen zum Teil befreundete Familien oder der Trainer selbst für Ferlands Mitgliedsbeitrag auf, wenn die Familie diesen einmal nicht bezahlen konnte.
In seiner Debütsaison 2009/10 in der WHL kam Ferland in 61 Spielen auf 28 Scorerpunkte. Zudem nahm er mit den Wheat Kings als gastgebende Mannschaft am Memorial Cup teil und erreichte dort das Finale, wo das Team allerdings den Windsor Spitfires unterlag. Nach der Spielzeit wählten ihn die Calgary Flames im NHL Entry Draft 2010 an 133. Position aus. In den folgenden beiden Jahren steigerte der Flügelstürmer seine persönliche Statistik deutlich auf über 1,4 Punkte pro Spiel in der Saison 2011/12, in der er die Mannschaft auch als Assistenzkapitän anführte und ins WHL East Second All-Star Team gewählt wurde. Nachdem er bereits im Dezember 2011 einen Einstiegsvertrag bei den Calgary Flames unterzeichnet hatte, wechselte er mit Beginn der Saison 2012/13 in deren Organisation.

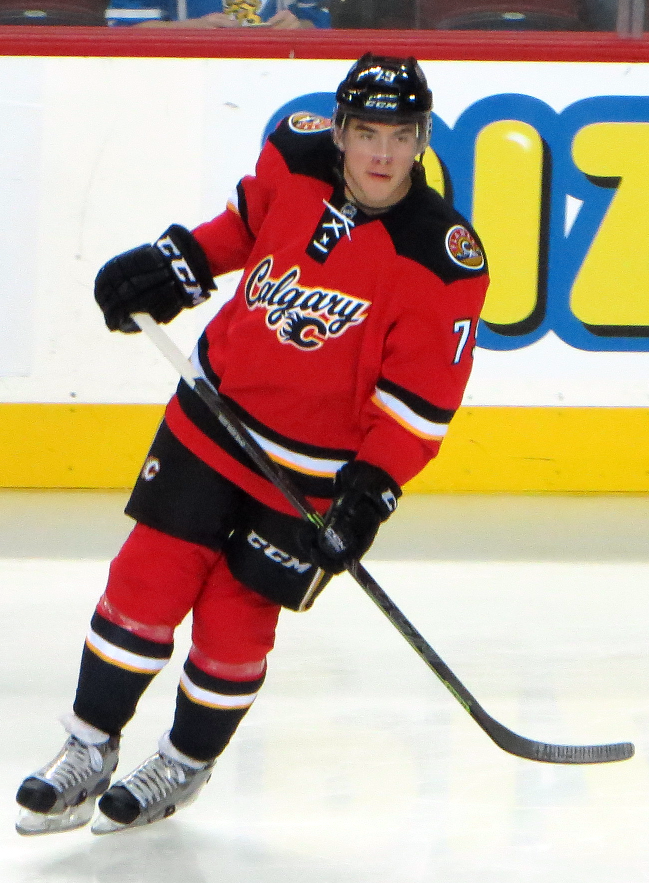
Ferland im Trikot der Calgary Flames (2014)

### Calgary Flames
Vorerst spielte Ferland für die Farmteams der Flames, die Abbotsford Heat aus der American Hockey League (AHL) sowie die Utah Grizzlies aus der ECHL. Im Dezember 2012 kehrte der Kanadier allerdings zu den Wheat Kings in die WHL zurück, um jedoch nach nur vier Einsätzen an die Saskatoon Blades (ebenfalls WHL) abgegeben zu werden; die Wheat Kings erhielten im Gegenzug ein Erstrunden-Wahlrecht im WHL Bantam Draft. In der Folge verbrachte Ferland den Rest der Saison bei den Blades in der WHL und nahm mit ihnen, erneut als Gastgeber, am Memorial Cup teil. Zu Beginn der Saison 2013/14 etablierte er sich im Kader der Abbotsford Heat in der AHL und erzielte in 25 Spielen 18 Scorerpunkte. Im Dezember 2013 zog er sich allerdings eine Knieverletzung zu, infolge derer er sich einer Operation unterziehen musste und den Rest der Saison verletzt ausfiel.
Die Saison 2014/15 begann er ebenfalls in der AHL, beim neuen Farmteam der Calgary Flames, den Adirondack Flames. Ferland überzeugte dort mit neun Punkten aus den ersten neun Spielen und wurde aufgrund einer Verletzung von Mikael Backlund am 31. Oktober 2014 erstmals ins NHL-Aufgebot der Flames berufen. In der Folge kam er zu seinem Debüt in der National Hockey League (NHL), verletzte sich dabei allerdings aufgrund eines irregulären Checks von Anton Woltschenkow gegen den Kopf, für den dieser vier Spiele gesperrt wurde. Ferland musste verletzungsbedingt acht Spiele pausieren, ehe er neun weitere NHL-Einsätze (samt einem ersten Assist) absolvierte und im Anschluss zurück nach Adirondack in die AHL geschickt wurde.
Im Februar 2015 wurde der Flügelstürmer erneut in den NHL-Kader berufen, konnte sich dort etablieren und erreichte mit den Flames die Stanley-Cup-Playoffs. In der Saison 2017/18 erzielte er mit 41 Scorerpunkten seine bisher beste Leistung in der NHL und erreichte dabei zudem erstmals die Marke von 20 Toren.

### Carolina und Vancouver
Nach knapp sechs Jahren in der Organisation der Flames wurde Ferland im Juni 2018 samt Dougie Hamilton und Adam Fox an die Carolina Hurricanes abgegeben. Im Gegenzug erhielt Calgary Noah Hanifin und Elias Lindholm. Bei den Hurricanes bestätigte er seine Leistung aus dem Vorjahr mit 40 Punkten aus 71 Spielen und unterzeichnete anschließend im Juli 2019 als Free Agent einen neuen Vierjahresvertrag bei den Vancouver Canucks, der ihm ein durchschnittliches Jahresgehalt von 3,5 Millionen US-Dollar einbringen soll.
Für die Canucks stand er in der Saison 2019/20 nur unregelmäßig auf dem Eis, da er an wiederkehrenden (Spät-)Folgen einer bzw. mehrerer Gehirnerschütterungen litt. Diese auch als Postkommotionelles Syndrom bezeichnete Symptomatik sorgte letztlich dafür, dass er in den Spielzeiten 2020/21 und 2021/22 ohne Einsatz blieb und seine Karriere in der Folge beendete.

## Erfolge und Auszeichnungen
- 2012 WHL East Second All-Star Team

## Karrierestatistik
(Legende zur Spielerstatistik: Sp oder GP = absolvierte Spiele; T oder G = erzielte Tore; V oder A = erzielte Assists; Pkt oder Pts = erzielte Scorerpunkte; SM oder PIM = erhaltene Strafminuten; +/− = Plus/Minus-Bilanz; PP = erzielte Überzahltore; SH = erzielte Unterzahltore; GW = erzielte Siegtore; 1 Play-downs/Relegation; Kursiv: Statistik nicht vollständig)

## Persönliches
Im Juli 2012 war Ferland in eine Schlägerei in einer Bar in Cochrane verwickelt und musste sich daraufhin wegen des Vorwurfs der Körperverletzung vor Gericht verantworten. Beim Prozess, der erst knapp zwei Jahre später stattfand, befand ihn die Jury für nicht schuldig. Es wurde festgestellt, dass Ferland nicht zuerst zugeschlagen und sich demzufolge nur zur Wehr gesetzt habe.
Darüber hinaus wurde bekannt, dass Ferland eine Zeit lang alkoholkrank gewesen war. Während der Saison 2012/13 wandte er sich an Bob Hartley, zu dieser Zeit Cheftrainer der Calgary Flames, und bat ihn um Hilfe. Hartley vermittelte ihm den Kontakt zu Gino Odjick, der ebenfalls NHL-Profi war, von kanadischen Ureinwohnern abstammte und seine Alkoholkrankheit überwunden hatte. Mit Unterstützung von Odjick, seinen Teamkollegen und seiner Lebensgefährtin verkündete Ferland am 27. März 2015 seine einjährige Abstinenz – zwei Tage später gelang ihm sein erster NHL-Treffer.